# برناردو ارناندس ویاسنیور
برناردو ارناندس ویاسنیور (اسپانیایی: Bernardo Hernández Villaseñor‎؛ زادهٔ ۲۰ اوت ۱۹۴۲) بازیکن فوتبال اهل مکزیک بود.
از باشگاه‌هایی که در آن بازی کرده‌است می‌توان به باشگاه فوتبال آتلانتی اشاره کرد.
وی همچنین در تیم ملی فوتبال مکزیک بازی کرده‌است.